# Johann Peter Eckermann
Johann Peter Eckermann (n. 21 septembrie 1792 - d. 3 decembrie 1854) a fost un poet și memorialist german, secretarul particular al lui Goethe.

## Opera
- 1821, 1838: Poezii (Gedichte);
- 1823: Contribuții despre poezie cu privire specială asupra lui Goethe (Beiträge zur Poesie mit besonderer Hinweisung auf Goethe);
- 1836/1848: Convorbiri cu Goethe în ultimii ani ai vieții lui (Gespräche mit Goethe in den letzten Jahren seines Lebens).